# 폴리이데스 로툰다
폴리이데스 로툰다(Polyides rotunda)는 진정홍조강 돌가사리목에 속하는 홍조류의 일종이다. 폴리이데스과(Polyidaceae)와 폴리이데스속(Polyides)의 유일종이다. 북극의 백해, 아일랜드, 유럽과 북아메리카, 러시아, 아프리카 모로코 등지에서 발견된다.